# Свети Бернардин (Ивреа)
„Свети Бернардин“ (на италиански: Chiesa di San Bernardino) е римокатолическа църква и бивш францискански манастир в град Ивреа, регион Пиемонт, Северна Италия. Известна е със стенописния цикъл „Страстите Христови“ на Джовани Мартино Спанцоти от 1485 – 1490 г.

## История
Комплексът на Свети Бернардин, построен между 1455 и 1465 г., дължи издигането си на култа към светеца от Сиена, който, според историческите източници, е минал през Ивреа през 1418 г. като пътуващ проповедник срещу разпространението на еретически идеи. Самият той в ролята си на генерален комисар на Ордена на братята минорити одобрява през 1422 г. идеята за основаване на францисканския манастир в Ивреа. На 14 септември 1455 г. епископ Джовани Сан Мартино ди Парела благословя полагането на първия камък, както е видно от гравираното върху надгробна плоча от лявата стена на църквата.
Строежът на манастира и църквата е завършен в нач. на 1457 г.: сградите са разположени около манастирския двор, разделен на две равни части, като в частта до църквата се намира гробището, а на юг се помещава предназначеното за размисъл пространство на монасите. Църквата е с един неф с четириъгълен план и с напречен свод. Тя скоро се оказва недостатъчна, за да побере големия приток от вярващи и е разширена в предната си част. През 1465 г., в края на разширителните дейности, оригиналната готическа фасада с портик с три арки е включена във вътрешността, като арките са преобразувани в два странични параклиса и централен пасаж за комуникация между новата среда и старата църква. По този начин свещеното пространство приема формата на манастирска църква, при която е налице разделяне на зоната, предназначена за религиозната общност от тази за миряните.
На следващата година комплексът е под покровителството на херцог Амадей IX Савойски, а след смъртта му – и на неговата съпруга Йоланда дьо Валоа.
С течение на времето, с напускането на част от монасите през 17 век и с военните окупации през 18 век се стига до упадък. През 1805 г. целият комплекс минава в ръцете на частни собственици и е използван за селскостопанска дейност. През 1907 г. е закупен от инж. Камило Оливети, който адаптира структурата за собствена резиденция и развива компанията си в съседство. Между 1955 и 1958 г., по времето на сина му Адриано Оливети, манастирският комплекс вече не се използва като частна резиденция, а става седалище на социалните служби на компанията Оливети. Заедно с това се провежда реставрационна дейност за възстановяване на църквата в нейната архитектурна структура от 15 век и за опазване на стенописите.

## Художествени произведения
Църквата съхранява едно от най-важните ренесансови свидетелства от Пиемонт: изобразителния цикъл на Живота и страстите Христови от Джовани Мартино Спанцоти, разположен върху разделителната стена на църквата от страната, запазена за вярващите миряни. Цикълът е от 1480 – 1490 г. и се състои от 20 сцени (с размер 150 на 150 см), разположени около големия панел на драматичната сцена на Разпятието.
Сцените са в следната последователност:
- В горната част: Благовещение, Рождество Христово, Поклонение на влъхвите, Бягството в Египет, Спорът между лекарите, Кръщение Господне, Възкресението на Лазар и Влизането в Йерусалим.
- В средата: Тайната вечеря, Измиването на краката, Молитвата в Гетсиманската градина, Залавянето на Исус, Исус пред Анна, Исус пред Каяфа;
- В долната част: Бичуването, Ecce Homo, Кръстният път към Голгота, Разпятие и Възкресение.
- На подпорите отдолу: Свети Бернардин, Христос в сцената на Пиета
- Отстрани на арките: Изгонване от Райската градина, сцени от Страшния съд.

Цикълът върху преградата на францисканската църква в Ивреа показва не само педагогическата потребност на монасите да разполагат с вид картинна Библия по време на проповедите, но и изразява особеностите на религиозната им отдаденост, целяща да придаде истински човешки заряд на евангелската история. Спанцоти е в състояние да отговори на това изискване, като разработва нов вид поетика, способна да придаде на историята истината на човешкото преживяване, подходящо за смирените.